# NGC 3821
NGC 3821 (również PGC 36314 lub UGC 6663) – galaktyka spiralna z poprzeczką (SBab), znajdująca się w gwiazdozbiorze Lwa. Odkrył ją William Herschel 26 kwietnia 1785 roku.